# Trilogie de Fallot
La trilogie de Fallot est une malformation cardiaque congénitale qui associe trois anomalies:
- une sténose de l'artère pulmonaire ;
- une hypertrophie des muscles de l'oreillette et du ventricule droits ;
- la présence d'une communication inter-auriculaire (CIA), c'est-à-dire entre les deux oreillettes.

Le nom de la pathologie est associé à Étienne-Louis Arthur Fallot qui l'a décrite en 1888.
Cette terminologie est de moins en moins usitée au profit de « sténose pulmonaire associée à une CIA ». L'hypertrophie musculaire décrite par Fallot n'est en effet pas d'origine malformative mais secondaire à la présence de l'obstacle pulmonaire contre lequel doivent lutter l'oreillette et surtout le ventricule droit. 
Le terme de Trilogie de Fallot est alors réservé aux formes s'accompagnant d'un passage de sang anormal de l'oreillette droite vers l'oreillette gauche, responsable d'une cyanose.
C'est une des causes possibles de la « maladie bleue », ainsi dénommée car les patients présentent une coloration bleutée de la peau et des muqueuses, en particulier sous les ongles.
Une trilogie de Fallot peut également être responsable d’essoufflement (dyspnée) et d'une insuffisance cardiaque droite.